# Sindaci di Sassuolo
Di seguito l'elenco cronologico dei sindaci di Sassuolo e delle altre figure apicali equivalenti che si sono succedute nel corso della storia.

## Libero comune e signoria (1115-1373)
| Podestà                   | Provenienza         | Periodo | Note  |
| ------------------------- | ------------------- | ------- | ----- |
| Tomaso Del Ferro          | probabilmente Parma | 1288    | [ 3 ] |
| Previdino de' Prendiparti | Modena              | 1310    |       |

## Signoria estense (1373-1499)
| Podestà                          | Provenienza                     | Periodo                          | Note   |
| -------------------------------- | ------------------------------- | -------------------------------- | ------ |
| Coradinus de Unzola              | Anzola                          | dicembre 1373                    |        |
| Chichinus de Sorgis              | probabilmente Bologna           | luglio 1374                      |        |
| Nicolaus de Morse (1°)           | probabilmente Modena            | settembre 1374                   |        |
| Paulus de Lendenaria             | Verona                          | novembre 1374                    |        |
| Nicolaus de Morse (2°)           | probabilmente Modena            | marzo 1375                       |        |
| Franciscus de Hostelato          | Ostellato                       | gennaio 1376                     |        |
| Jacopo Del Corlo                 | Argenta                         | 19 aprile 1379 - ?               |        |
| Gerardus de Soranea              | Soragna                         | 3 giugno 1394 - 1396             |        |
| Nascimbene de' Grassaleoni       | Padova                          | 1418-26?                         |        |
| Lanzalotto Zaffi                 | S. Clemente                     | 1428-30                          |        |
| Tomaso Panciatichi               | Pistoia                         | 1431-32                          | [ 4 ]  |
| Jacopo Zilioli (o Giglioli)      | Ferrara                         | 1432-33                          | [ 5 ]  |
| Lazzaro de Cesenderijs           | Ferrara                         | 1433                             |        |
| Lanzalotto Zaffi (2°)            | S. Clemente                     | 1434 - primo semestre 1435       |        |
| Francesco Fanti                  | Finale Emilia                   | 1435-36                          | [ 6 ]  |
| Angelo da Pontremoli             | Pontremoli                      | 1437                             | [ 7 ]  |
| Lanzalotto Zaffi (3°)            | S. Clemente                     | 4 novembre 1437 - ?              |        |
| Nicolaus de Porto                | Portomaggiore                   | 1438-39                          |        |
| Bartolomeo de Guidoni            | Modena                          | 1439-40                          |        |
| Benedetto Jacobelli              | Ferrara                         | 1441-42                          |        |
| Ricobono Bonlei                  | Ferrara                         | 1443-46                          |        |
| Giorgio Condolmieri              | Ferrara                         | 1447-48                          | [ 8 ]  |
| Carlo Piatesi                    | Modena                          | 1449-50                          |        |
| Antonio Fogliani                 | Reggio Emilia                   | 1451                             |        |
| Alessandro Carandini             | Modena                          | 1452-55                          |        |
| Antonio Sandei                   | Ferrara                         | 1456                             |        |
| Bartolomeo de' Grassi            | probabilmente Bologna           | 1457 - primo semestre 1458       |        |
| Alessandro Carandini (2°)        | Modena                          | 1458-61                          |        |
| Baldassarre da Soncino           | Soncino                         | 1461                             |        |
| Dott. Nicola Castagna            | Napoli                          | 1465-68?                         | [ 9 ]  |
| Giovanni Zucchelli               | Ferrara                         | 1468-?                           | [ 10 ] |
| Giuliano Condulmieri             | Ferrara                         | 1471 - gennaio 1472              |        |
| Dott. Francesco Ariosti          | Ferrara                         | 1472                             | [ 11 ] |
| Dott. Niccolò Maria di Strasoldo | Friuli                          | 1473-76                          |        |
| Jacopo Condolmieri               | Ferrara                         | 1477                             |        |
| Johannes Zuchulus                | Modena                          | 1478-80                          |        |
| Giovanni da Villanova            | Modena                          | 1480-82                          |        |
| Lodovico Accarisi                | Modena                          | 1483                             |        |
| Battista Guarini                 | Ferrara                         | 1484                             |        |
| Giacomo Luigi Fiaschi            | Ferrara                         | 1485- fine luglio 1486           | [ 12 ] |
| Dott. Carlo Scala                | Cento                           | fine luglio 1486 - gennaio 1487  |        |
| Carlo Tassoni                    | Modena                          | 1º settembre 1487 - gennaio 1491 |        |
| Taddeo Bandella                  | Ferrara                         | 1º febbraio 1491 - gennaio 1493  | [ 13 ] |
| Dott. Lodovico da Cicognaria     | Ferrara                         | 11 febbraio 1493 - gennaio 1495  |        |
| Biagio Manfredi                  | Ferrara                         | 1º febbraio 1495 - gennaio 1497  |        |
| Dott. Girolamo Banchelli Prati   | Sassuolo (oriundo da Dinazzano) | 5 febbraio 1497 - 10 marzo 1499  |        |

## Signoria di Sassuolo (1499-1599)
| Podestà                                  | Provenienza              | Periodo                                     | Note   |
| ---------------------------------------- | ------------------------ | ------------------------------------------- | ------ |
| Dott. Bernardino Orio                    | Veneto                   | 11 marzo 1499 - maggio 1500                 |        |
| Tomaso Coccapani                         | Carpi                    | 1501 - gennaio 1502                         |        |
| Rambaldo Bovini                          | Reggio Emilia            | gennaio 1502 - giugno 1503                  |        |
| Dott. Luigi Bergomi                      | -                        | giugno 1503 - 5 giugno 1505                 |        |
| Dott. Bernardino Oricalchi               | Verona                   | 1505 - primo semestre 1507                  |        |
| Bernardinus Caciantis                    | -                        | 1º luglio 1507 - gennaio 1508               |        |
| Dott. Mariano Zuccato                    | Finale Emilia            | 1º gennaio 1509 - primo semestre 1510       |        |
| Dott. Giacomo Sadoleti                   | Modena                   | 1511                                        | [ 14 ] |
| Dott. Nicodemo della Coltre              | Modena                   | 1512-15                                     | [ 15 ] |
| Dott. Nazzaro Scopuli                    | Mantova                  | 1515                                        |        |
| Dott. Baldassarre Albinelli              | Sestola                  | 1516                                        |        |
| Dott. Rinaldo Agazzani                   | -                        | 1516 - 16 maggio 1518                       |        |
| Dott. Nazzaro Scopuli (2°)               | Sestola                  | 1518-1520                                   |        |
| Dott. Francesco della Rovere             | Mirandola                | 1521                                        |        |
| Dott. Giacomo Emiliani                   | -                        | 1522                                        |        |
| Dott. Simone Bertoni                     | Modena                   | 1523                                        |        |
| Dino fu Guglielmo Zenzani                | Modena                   | 1524-30                                     |        |
| Dott. Antonio Bucci                      | Pesaro                   | 1531                                        |        |
| Dott. Baldassarre Albinelli              | -                        | 1532-36                                     | [ 16 ] |
| Dott. Ettore Donati                      | Correggio                | 1536-45                                     | [ 17 ] |
| Dott. Giovanni Borgogelli                | Fano                     | 1545 - primo semestre 1546                  |        |
| Dott. Bernardo Quercigrossa              | Montecuccolo             | 1546 - primo semestre 1553                  |        |
| Dott. Lorenzo dall'Occa                  | Ferrara                  | 1553-55                                     |        |
| Dott. Ippolito Grassetti                 | Modena                   | ottobre 1555 - 1558                         |        |
| Dott. Cesare di Bartolomeo Campi         | S. Felice sul Panaro     | 1558-62                                     |        |
| Dott. Gherardo Diversi (2°)              | Lucca                    | 1º gennaio 1563- primo semestre 1564        | [ 18 ] |
| Dott. Camillo Scarabelli                 | Mirandola                | 7 luglio 1564-66                            |        |
| Dott. Bernardino Rossignoli              | Milano                   | 1567- dicembre 1569                         |        |
| Dott. Gherardo Diversi (3° -temporaneo)  | Lucca                    | dicembre 1569 - gennaio 1570                |        |
| Dott. Valerio Pellegrini                 | Carrara                  | gennaio 1570 - 21 luglio 1571               |        |
| Tomaso Lei de' Mari                      | -                        | agosto 1571                                 |        |
| Dott. Stefano Barucci Carroli            | Brisighella              | 27 agosto 1571 - 1º maggio 1572             |        |
| Dott. Bartolomeo Paffi                   | Sassuolo                 | 1572                                        |        |
| Dott. Gherardo Diversi (4°)              | Lucca                    | 1572 - primo semestre 1574                  |        |
| Dott. Angelo Moroni                      | Lucca                    | 1º luglio 1574 - giugno 1576                |        |
| Dott. Girolamo Bartolini                 | Urbino                   | 6 agosto 1576 - 2 settembre 1582            |        |
| Dott. Aurelio Passeri                    | Senigallia               | 4 ottobre 1582 - 16 ottobre 1583            |        |
| Dott. Tomaso Ferri                       | Imola                    | ottobre 1583 - agosto 1584                  |        |
| Dott. Matteo M. Panzetti                 | Fiorano                  | agosto 1858                                 |        |
| Dott. Gherardo Diversi (5°)              | Lucca                    | 26 agosto 1585 - 3 novembre 1585            |        |
| Dott. Salustio Bartucci                  | Gualdo                   | 4 novembre 1585 - 3 novembre 1585           |        |
| Dott. Romolo Vittori                     | Gualdo                   | 12 ottobre 1586 - 10 settembre 1588         |        |
| Dott. Giulio Donati                      | Ravenna                  | 10 settembre 1588 - primo semestre del 1592 |        |
| Dott. Matteo fu Francesco Verzani        | Barga                    | luglio 1592 - febbraio 1593                 |        |
| Dott. Niccolò Barisani                   | Fiorano                  | marzo 1593 - maggio 1593                    |        |
| Dott. Giambattista Gabrielli della Penna | Urbino                   | giugno 1593 - primo semestre 1595           |        |
| Dott. Cav. Federico Lunardi (1°)         | Ravenna                  | luglio 1595                                 |        |
| Dott. Giulio Corghi                      | Scandiano                | 8 agosto 1595 - 19 novembre 1597            |        |
| Dott. Marc'Aurelio Brancuti              | Repubblica di San Marino | 20 novembre 1597 - giugno 1598              |        |
| Dott. Battista Marcianesi                | Forlì                    | ottobre 1598 - 10 ottobre 1599              |        |

## Repubblica Italiana (dal 1946)
| Sindaci eletti dal Consiglio comunale (1946-1995)    | Sindaci eletti dal Consiglio comunale (1946-1995) | Sindaci eletti dal Consiglio comunale (1946-1995) | Sindaci eletti dal Consiglio comunale (1946-1995) | Sindaci eletti dal Consiglio comunale (1946-1995) | Sindaci eletti dal Consiglio comunale (1946-1995) | Sindaci eletti dal Consiglio comunale (1946-1995) | Sindaci eletti dal Consiglio comunale (1946-1995) |
| Nominativo                                           | Partito                                           | Partito                                           | Giunta                                            | Giunta                                            | Mandato                                           | Mandato                                           | Elezione                                          |
| Nominativo                                           | Partito                                           | Partito                                           | Giunta                                            | Giunta                                            | Inizio                                            | Fine                                              | Elezione                                          |
| ---------------------------------------------------- | ------------------------------------------------- | ------------------------------------------------- | ------------------------------------------------- | ------------------------------------------------- | ------------------------------------------------- | ------------------------------------------------- | ------------------------------------------------- |
| Eugenio Forghieri                                    |                                                   | Partito Comunista Italiano                        |                                                   | PCI-PSIUP (1946-1947)                             | 1946                                              | 1951                                              | Elezioni 1946                                     |
| Eugenio Forghieri                                    | PCI-PSLI-PSI (1947-1951)                          | Partito Comunista Italiano                        |                                                   |                                                   | 1946                                              | 1951                                              | Elezioni 1946                                     |
| Umberto Baschieri                                    |                                                   | Partito Socialista Italiano                       |                                                   | PSI-PCI-Ind. di sx.                               | 1951                                              | 1956                                              | Elezioni 1951                                     |
| Umberto Baschieri                                    |                                                   | Partito Socialista Italiano                       | PSI-PCI                                           | 1956                                              | 1960                                              | Elezioni 1956                                     |                                                   |
| Umberto Baschieri                                    |                                                   | Partito Socialista Italiano                       | PSI-PCI                                           | 1960                                              | 1964                                              | Elezioni 1960                                     |                                                   |
| Umberto Baschieri                                    |                                                   | Partito Socialista Italiano                       | PSI-DC-PSDI                                       | 1964                                              | 1970                                              | Elezioni 1964                                     |                                                   |
| Alcide Vecchi                                        |                                                   | Partito Comunista Italiano                        |                                                   | PCI-PSIUP                                         | 1970                                              | 1975                                              | Elezioni 1970                                     |
| Alcide Vecchi                                        |                                                   | Partito Comunista Italiano                        | PCI-PSI                                           | 1975                                              | 1980                                              | Elezioni 1975                                     |                                                   |
| Dezio Termanini                                      |                                                   | Partito Comunista Italiano                        |                                                   | PCI-PSI (1980-1981)                               | 1980                                              | 1985                                              | Elezioni 1980                                     |
| Dezio Termanini                                      | PCI-Ind. di sx. (1981-1985)                       | Partito Comunista Italiano                        |                                                   |                                                   | 1980                                              | 1985                                              | Elezioni 1980                                     |
| Mauro Meschiari                                      |                                                   | Partito Comunista Italiano                        |                                                   | PCI-PSI                                           | 1985                                              | 1987                                              | Elezioni 1985                                     |
| Riccardo Prini                                       |                                                   | Partito Socialista Italiano                       |                                                   | PSI-PCI                                           | 9 dicembre 1987                                   | 25 marzo 1989                                     | Elezioni 1985                                     |
| Gian Paolo Salami                                    |                                                   | Partito Comunista Italiano                        |                                                   | PCI                                               | 25 marzo 1989                                     | 31 luglio 1990                                    | Elezioni 1985                                     |
| Renzo Sola                                           |                                                   | Democrazia Cristiana                              |                                                   | DC-PSI-PSDI                                       | 31 luglio 1990                                    | 29 aprile 1992                                    | Elezioni 1990                                     |
| Ferruccio Giovanelli                                 |                                                   | Partito Democratico della Sinistra                |                                                   | PDS-DC-FdV                                        | 28 giugno 1992                                    | 24 aprile 1995                                    | Elezioni 1990                                     |
| Sindaci eletti direttamente dai cittadini (dal 1995) |                                                   |                                                   |                                                   |                                                   |                                                   |                                                   |                                                   |
| Nominativo                                           | Partito                                           | Partito                                           | Coalizione                                        | Coalizione                                        | Mandato                                           | Mandato                                           | Elezione                                          |
| Nominativo                                           | Partito                                           | Partito                                           | Coalizione                                        | Coalizione                                        | Inizio                                            | Fine                                              | Elezione                                          |
| Laura Tosi                                           |                                                   | Partito Popolare Italiano                         |                                                   | PPI-PDS-LN-Patto Segni-lista civica               | 25 aprile 1995                                    | 14 giugno 1999                                    | Elezioni 1995                                     |
| Laura Tosi                                           |                                                   | Partito Popolare Italiano                         | PPI-DS-Dem-PdCI-FdV                               | 15 giugno 1999                                    | 14 giugno 2004                                    | Elezioni 1999                                     |                                                   |
| Graziano Pattuzzi                                    |                                                   | La Margherita                                     |                                                   | DL-DS-PRC-PdCI-IdV lista civica                   | 15 giugno 2004                                    | 21 giugno 2009                                    | Elezioni 2004                                     |
| Luca Caselli                                         |                                                   | Il Popolo della Libertà                           |                                                   | PdL-LN-Pensionati-lista civica                    | 23 giugno 2009                                    | 28 maggio 2014                                    | Elezioni 2009                                     |
| Claudio Pistoni                                      |                                                   | Partito Democratico                               |                                                   | PD-SEL-liste civiche                              | 9 giugno 2014                                     | 26 maggio 2019                                    | Elezioni 2014                                     |
| Gian Francesco Menani                                |                                                   | Lega per Salvini Premier                          |                                                   | LSP-FI-FdI-Energie per l'Italia-lista civica      | 26 maggio 2019                                    | 12 giugno 2024                                    | Elezioni 2019                                     |
| Matteo Mesini                                        |                                                   | Partito Democratico                               |                                                   | PD-M5S-liste civiche                              | 12 giugno 2024                                    | in carica                                         | Elezioni 2024                                     |